# Unione Sportiva Tempio 1989-1990
Questa voce raccoglie le informazioni riguardanti  l'Unione Sportiva Tempio nelle competizioni ufficiali della stagione 1989-1990.

## Rosa
| N. |                   | Ruolo | Calciatore            |
| -- | ----------------- | ----- | --------------------- |
|    | Italia (bandiera) | D     | Enrico Barone         |
|    | Italia (bandiera) | C     | Giuliano Luca Burgato |
|    | Italia (bandiera) | D     | Franco Caracciolo     |
|    | Italia (bandiera) | A     | Pierluigi Corellas    |
|    | Italia (bandiera) | A     | Roberto Ennas         |
|    | Italia (bandiera) | C     | Marco Ferrari         |
|    | Italia (bandiera) | C     | Ivan Ferretti         |
|    | Italia (bandiera) | C     | Antonio Gambino       |
|    | Italia (bandiera) | C     | Paolo Orecchioni      |

| N. |                      | Ruolo | Calciatore         |
| -- | -------------------- | ----- | ------------------ |
|    | Italia (bandiera)    | A     | Marco Pau          |
|    | Italia (bandiera)    | C     | Giovanni Pittalis  |
|    | Argentina (bandiera) | P     | Hugo Rubini        |
|    | Italia (bandiera)    | C     | Marco Sanna        |
|    | Italia (bandiera)    | D     | Pierpaolo Statuto  |
|    | Italia (bandiera)    | C     | Alessandro Tomasso |
|    | Italia (bandiera)    | D     | Alfredo Trovalusci |
|    | Italia (bandiera)    | A     | Antonio Trudu      |
|    | Italia (bandiera)    | P     | Pasquale Visconti  |